# Теодор Музалон
Теодор Музалон је био потомак познате породице Музалон у Малој Азији и брат Георгија Музалона. Теодор († 1294. године), је био ученик патријарха Григорија II. Служио је на многим положајима цареве Михаила VIII и Андроника II Палеолога.
Од малих ногу је приступио државним службама, прво у војсци, а касније у државној управи. Учествовао је у разним дипломатским мисијама под царем Михаилом VIII и 1280. године, добио је положај логотета. Године 1282, одмах након смрти цара Михаила VIII Палеолога, цар Андроник II га је поставио на место Великог Логотета. Истовремено је заузимао и функцију посредника, чиме је постао главни саветник новог цара. Са ове позиције био је главни иницијатор прекидања унијатске политике цара Михаила VIII. Сматра се главним умом царске политике током прве деценије владавине цара Андроника II. Пред крај живота дао је оставку на положај и повукао се у манастир, где је и умро.
Његова ћерка Евдокија се удала за Константина Палеолога, сина цара Андроника II.

## Теологија
Теодор Музалон је био један од најистакнутијих и најдоследнијих антиуниониста. У ствари, извештава се да је цар Михаило VIII једном наредио његово јавно бичевање. После ступања цара Андроника II подржао је ступање учитеља Григорија II на патријаршијски престо и заједно са њим организовао сазивање Влахернског (1282, 1285. године) и Адрамитијевог (1284. године) синода. Активно је учествовао у изради синодалних аката који су осуђивали унијатског патријарха Бакоса и чак је писао расправе о еманацији Светог Духа. Сачувана је и његова преписка са патријархом Григоријем II, коју је делимично објавио Софронио Ефстратијадис у Еклесиастикал Фарос, 1908-1909. године.